# Stor-Varjisträsket
Stor-Varjisträsket är en sjö i Arvidsjaurs kommun och Jokkmokks kommun i Lappland och ingår i Piteälvens huvudavrinningsområde. Sjön har en area på 2,45 kvadratkilometer och ligger 302 meter över havet. Sjön avvattnas av vattendraget Varjisån.

## Delavrinningsområde
Stor-Varjisträsket ingår i det delavrinningsområde (733314-166921) som SMHI kallar för Utloppet av Stor-Varjisträsket. Medelhöjden är 384 meter över havet och ytan är 24,8 kvadratkilometer. Räknas de 28 avrinningsområdena uppströms in blir den ackumulerade arean 589,14 kvadratkilometer. Varjisån som avvattnar avrinningsområdet har biflödesordning 2, vilket innebär att vattnet flödar genom totalt 2 vattendrag innan det når havet efter 136 kilometer. Avrinningsområdet består mestadels av skog (77 procent) och sankmarker (11 procent). Avrinningsområdet har 2,44 kvadratkilometer vattenytor vilket ger det en sjöprocent på 9,9 procent.